# Ilyana Corona
L'Ilyana Corona è una struttura geologica della superficie di Venere.